# Samythopsis grubei
Samythopsis grubei är en ringmaskart som beskrevs av McIntosh 1885. Samythopsis grubei ingår i släktet Samythopsis och familjen Ampharetidae. Inga underarter finns listade i Catalogue of Life.